# Kōbun Tennō
Kōbun Tennō (弘文天皇?) (648 - 21 de agosto de 672) fue el trigésimo noveno emperador del Japón en aparecer en la lista tradicional de emperadores. Su reinado fue efímero, reinó desde el quinto día del duodécimo mes del calendario lunisolar de 671 hasta el vigésimo tercer día del séptimo mes de 672.

## Vida y muerte
Su padre, Tenji Tennō había designado originalmente a su hermano el príncipe Ō-ama, para sucederle en el trono imperial. Pero poco después del nacimiento de Otomo, cambió su decisión. El emperador se empezó a obsesionar con la idea de que su hijo lo sucediera, ocasionando que Ō-ama decidiera retirarse a las montañas y convertirse en monje.
Cuando Otomo accedió al trono a la muerte de su padre como el Emperador Kobun, Ō-ama regresó con un ejército (Guerra de Jinshin).
El incidente inicio para mantener al emperador al lado de su esposa Princesa Tōchi (La hija mayor de Ō-ama).
En los eventos que siguieron, el ejército de Kobun fue derrotado, por lo que se suicidó y su tío el príncipe Ō-ama, tomó el trono como Emperador Temmu.